# Folkets hus, Tammerfors

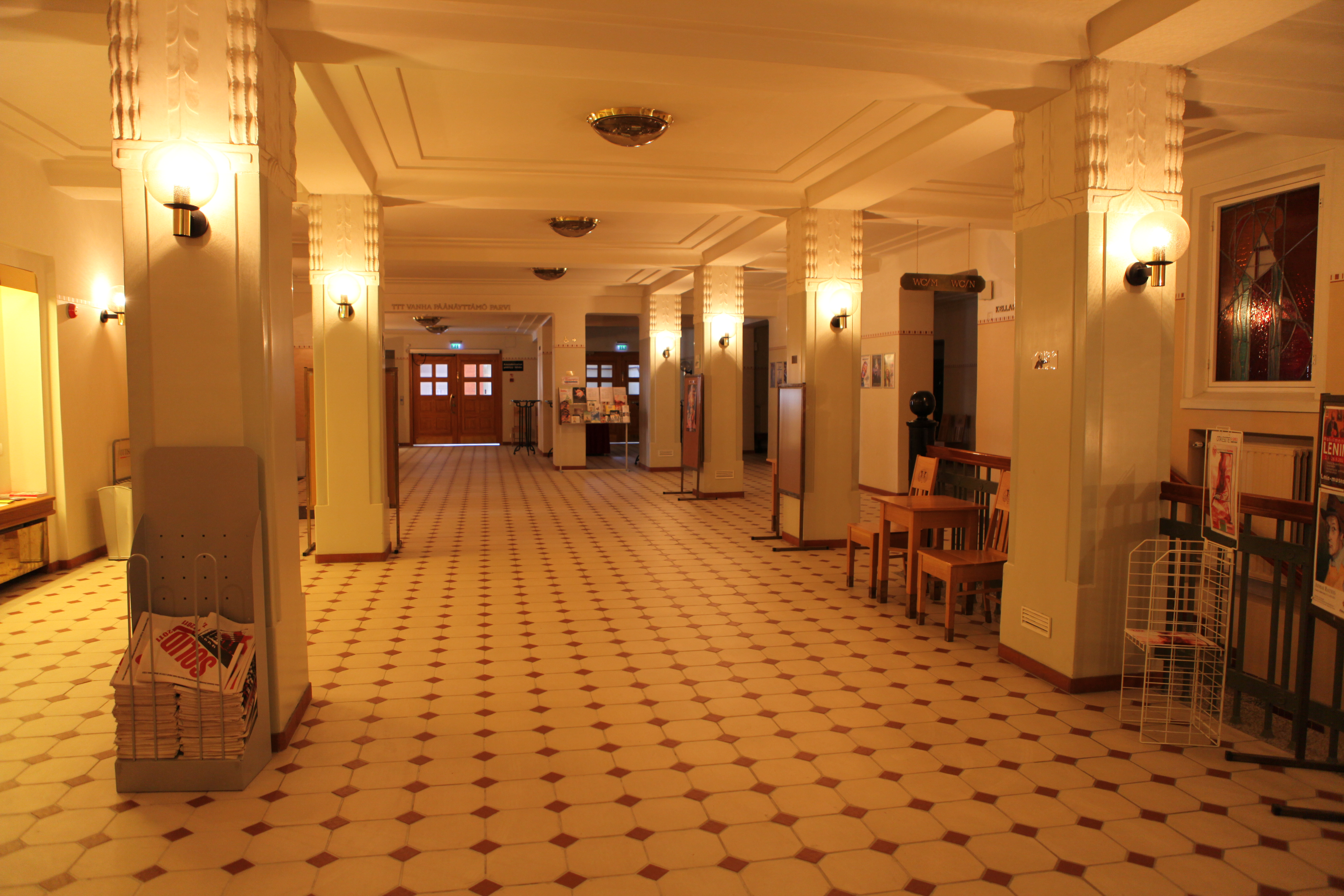
Entrén

Folkets hus (finska: Tampereen työväentalo) är en konferensbyggnad och ett folkets hus i Tammerfors i Finland. 
Tammerfors arbetarförening köpte 1889 en folkskola i trä, som låg i hörnet av Tavastehus- och Regeringsgatorna 1889. Byggnaden togs efter renovering efter ritningar av Georg Schreck i bruk som ett folkets hus året därpå. Det ersattes 1900 av en trevåningars stenbyggnad, ritad av Heikki Tiitola. År 1905 tillbyggdes denna med en festlokal, vilken användes av den 1901 bildade Tammerfors arbetarteater. Två år senare beslöts att bygga ut byggnaden igen. Efter förseningar påbyggdes huset 1912 av byggmästaren Heikki Kaartinen med två våningar och med en femvåningars hörnbyggnad. 
År 1930 skedde en tillbyggnad, ritad av Bertel Strömmer. Hörnbyggnaden utökades till åtta våningar och ytterligare en flygel i fem våningar byggdes vid Regeringsgatan, vilken inrymde en restaurang och en konsertlokal.
I december 1905 hölls en exilkonferens för Rysslands socialdemokraktiska arbetarparti i byggnaden. Det var ett inofficiellt möte mellan de tredje och fjärde mötena i London respektive Stockholm. Det var vid konferensen i Tammerfors som Lenin och Stalin möttes första gången.
Tammerfors arbetarteater låg i byggnaden fram till 1985, då den flyttade till en nyuppförd teaterbyggnad på en granntomt.
Mellan 1946 och 2024 låg Leninmuseet i huset. I februari 2025 öppnade Nootti - museum för finsk-ryska relationer i Folkets hus, i samma lokaler som det tidigare Leninmuseet.